# Port lotniczy Auckland
Port lotniczy Auckland (ang. Auckland International Airport, IATA: AKL, ICAO: NZAA) – największy międzynarodowy port lotniczy Nowej Zelandii, przyjmujące około 70% pasażerów przylatujących do Nowej Zelandii z innych krajów. Położony jest w Mangere, 21 km od centrum Auckland. Jest głównym portem przesiadkowym linii lotniczych Air New Zealand oraz portem przesiadkowym dla Virgin Australia (dawniej Pacific Blue Airlines). W 2013 obsłużył ponad 14 mln pasażerów. Jest też jednym z dwóch nowozelandzkich lotnisk, na których mogą lądować samoloty: Boeing 777, Boeing 747 i Airbus A380 (drugim jest Port lotniczy Christchurch).

Auckland International Airport zajmuje drugie miejsce pod względem ilości pasażerów lotów międzynarodowych w Australazji po Sydney. W latach 2009–2011 lotnisko w Auckland znajdowało się w pierwszej dziesiątce najlepszych lotnisk na świecie zajmując odpowiednio: 10 miejsce (2009), 9 (2010) i 8 (2011) miejsce wśród najlepszych portów lotniczych na świecie wg oceny Skytrax.

## Historia
Teren obecnego portu lotniczego był początkowo wykorzystywany jako lotnisko Auckland Aero Club. W 1928 roku aeroklub wydzierżawił ziemię od farmerów, z przeznaczeniem na miejsce postoju trzech należących do niego samolotów De Havilland DH.60 Moth. Prezydent klubu uznał, że to miejsce ma wiele istotnych dla lotniska zalet, tzn. ma dobre podejścia, jest dobrze zdrenowane, nie ma w pobliżu budynków, ani linii przesyłowych prądu oraz nie ma tu mgieł. Przed przebudową lotnisko to nazywało się Mangere Aerodrome.

W 1960 roku rozpoczęto prace mające na celu przejęcie roli portu lotniczego dla Auckland od znajdującego się w północno-zachodniej części miasta lotniska Whenuapai. Znaczna część pasa startowego znajduje się na gruntach przejętych od Manukau Harbour. Pierwszy samolot wystartował z przebudowanego lotniska w listopadzie 1965. Był to Douglas DC-8 należący do Air New Zealand, który leciał do Sydney. Port lotniczy został oficjalnie otwarty w następnym roku w trakcie trwającego od 29 stycznia do 31 stycznia weekendu Auckland Anniversary.
W 1977 r. został wybudowany nowy terminal międzynarodowy, nazwany imieniem Jean Batten. Przedtem wszyscy pasażerowie (włączając w to pasażerów lotów międzynarodowych) korzystali z terminala, który obecnie obsługuje loty krajowe. W roku 2005 został zmodernizowany terminal międzynarodowy, w którym rozdzielono pasażerów przylatujących i odlatujących. Miało to związek z zamachami terrorystycznymi z 11 września 2001 r.

## Rozbudowa portu lotniczego
W 2007 r. na północ od istniejącego pasa startowego rozpoczęto budowę drugiego. Początkowo miał mieć 1200 m (3900 stóp) i obsługiwać regionalne loty Air New Zealand, na których latają samoloty turbośmigłowe. Koszt tej rozbudowy był szacowany na 32 mln dolarów. Miała ona wpłynąć na poprawę wydajności lotniska, dzięki usunięciu mniejszych samolotów (wymagają on dłuższych przerw pomiędzy startami ze względu na turbulencje powietrza powstające wywoływane przez startujące duże odrzutowce) z głównego pasa startowego. W późniejszej fazie pas miał zostać wydłużony do 1950 m (6400 stóp) tak, by mogły z niego korzystać małe odrzutowce (np. Boeing 737, Airbus A320) wykorzystywane na trasach krajowych i obszarze Morza Tasmana. Jednak w sierpniu 2009 roku wstrzymano realizację drugiej fazy rozbudowy lotniska ze względu na spadek ruchu lotniczego.
Realizacja fazy pierwszej rozpoczęła się w listopadzie 2007 roku. Druga faza rozbudowy jest obecnie wstrzymana. W planach jest również trzecia faza rozbudowy wydłużająca pas do 2150 m (7050 stóp), co miałoby umożliwić lądowanie średniej wielkości odrzutowców obsługujących loty międzynarodowe do Australii i wysp Oceanii. Dziesięcioletni projekt rozbudowy miał kosztować 120 mln dolarów nowozelandzkich, nie wliczając w to kosztów planowanej poważnej przebudowy terminali i innej związanej z tym infrastruktury.

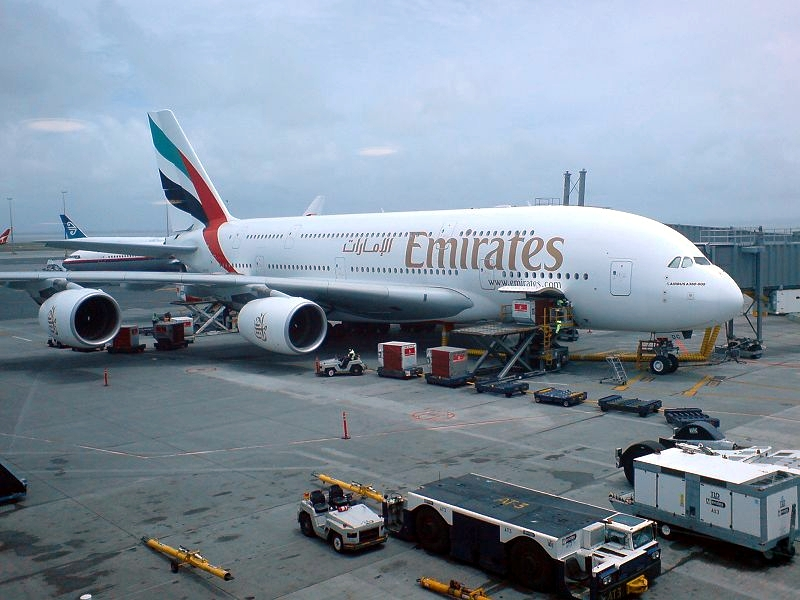
Airbus A380 linii Emirates na lotnisku w Auckland

W 2009 r. został rozbudowany terminal międzynarodowy. Dobudowano do niego Pier B o długości 145 m i szerokości 18 m (łączna powierzchnia to 5500 m²). Został on zaprojektowany w sposób, który ułatwi jego dalszą rozbudowę. Obecnie znajdują się tu Bramki (Gate), które są przystosowane do obsługi samolotów Airbus A380. W maju 2009 r. linie lotnicze Emirates jako pierwsze rozpoczęły regularne loty samolotami Airbus A380 do Auckland (trasa Dubaj-Sydney-Auckland). Od 2 października 2012 r. linie Emirates zastąpiły tymi samolotami Boeinga 777-300ER na trasie Dubaj-Melbourne-Auckland, a od 2 października 2013 r. Airbus A380 zastąpił Boeinga 777-300ER również na trasie Dubaj-Brisbane-Auckland. To oznacza, że port lotniczy Auckland jest jedynym na świecie, poza Dubajem, gdzie linie Emirates mają jednocześnie trzy samoloty Airbus A380.
W 2013 r. ruszyła przebudowa terminala krajowego. Jej koszt ma wynieść 30 milionów dolarów. Faza pierwsza trwała od stycznia do marca 2013 r. i obejmowała przebudowę dojazdu do terminala i okoliczne drogi. Druga faza rozpoczęta w czerwcu 2013 r. ma potrwać rok i objąć m.in. strefę odbioru bagażu, nowe przejścia prowadzące do rękawów a ponadto podnieść poziom bezpieczeństwa i umożliwić pasażerom bezpośrednie przejście z części terminala obsługującej lota Air New Zealand do części obsługującej loty Jetstar Airways.

## Terminale

### Terminal międzynarodowy

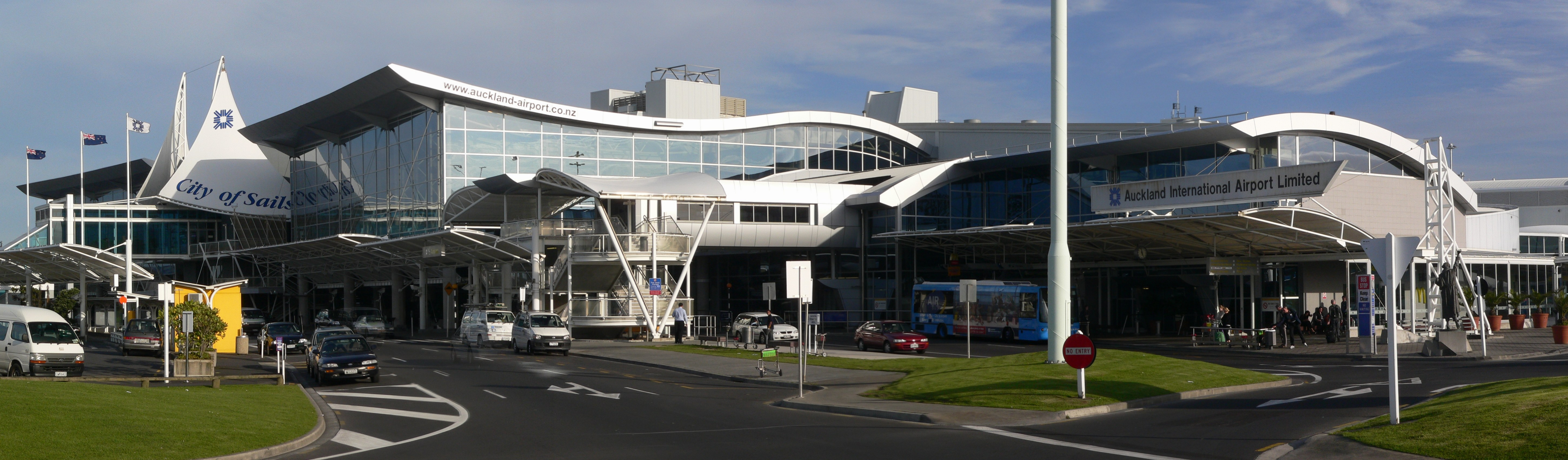
Terminal Międzynarodowy portu lotniczego Auckland

Stanowiska chek-in znajdują się na parterze we wschodniej części budynku terminala międzynarodowego.
- Bramki 1-10 znajdują się w części Pier A (Bramki 1-9 mają pojedyncze rękawy, bramka 10 – podwójny rękaw). W tej części znajdują się również bramki 4A, 4B, 4C i 4D, z których pasażerowie są przewożeni do samolotów autobusami.
- Bramki 15 i 16 znajdują się w nowej części Pier B. Są to bramki z podwójnymi rękawami, które umożliwiają jednoczesny boarding na dwóch pokładach samolotu Airbus A380.
- Stanowiska 17 i 18 znajdują się w zachodniej części budynku Pier B, nie posiadają rękawów; jeżeli są wykorzystywane do boardingu to pasażerowie są dowożeni do samolotów z wykorzystaniem Bramek 4A-4D.
- Bramki 70-73, 76-80 i 82-83 znajdują się po obu stronach części Pier A i nie posiadają rękawów; jeżeli są wykorzystywane do boardingu to pasażerowie są dowożeni do samolotów z wykorzystaniem Bramek 4A-4D.

### Terminal krajowy
Dwa istniejące wcześniej budynki terminali krajowych zostały połączone wspólną strefą handlową. Stanowiska odpraw linii Jetstar znajdują się po zachodniej stronie terminala, w budynku wykorzystywanym wcześniej przez linie Qantas, i nieistniejące już Anset New Zealand oraz Pacific Blue. Strefa odpraw Air New Zealand znajduje się we wschodniej części terminala.
Krajowe loty linii Jestar obsługiwane są przez bramki 20, 21 (obie posiadają rękawy) i 22. Air New Zealand wykorzystuje bramki 24-33 (bramki 29, 30, 32 i 33 mają rękawy; bramki 25-27 i 31 nie istnieją). Regionalne linie Air New Zealand Link korzystają z bramek 34-48 (z wyłączeniem 35, 37, 38, 41 i 44, które nie istnieją) we wschodniej, regionalnej części terminala krajowego. Są one połączone z terminalem krytymi przejściami a pasażerowie udają się do samolotów pieszo pokonują płytę postojową.
Bramki 50-59 są używane przez linie: Air Chathams, Great Barrier Airlines, Fly My Sky i Sunair.

## Linie lotnicze i połączenia

### Loty pasażerskie
| Linie lotnicze                                       | Kierunki | Terminal       |
| ---------------------------------------------------- | --- | -------------- |
| Air Chathams                                         | Wyspy Chatham | Krajowy        |
| Air New Zealand                                      | Christchurch, Dunedin, Queenstown, Wellington | Krajowy        |
| Air New Zealand                                      | Adelaide, Apia, Brisbane, Cairns, Gold Coast, Hongkong, Honolulu, Londyn-Heathrow, Los Angeles, Melbourne, Nadi, Niue, Norfolk Island, Numea, Nukuʻalofa, Papeete, Perth, Port Vila, Rarotonga, San Francisco, Szanghaj-Pudong, Sydney, Tokio-Narita, Vancouver Sezonowo: Denpasar/Bali, Sunshine Coast Loty czarterowe: Fukuoka, Hiroshima, Pegasus Field (Antarktyda), Matsuyama, Nagoja-Centair, Okinawa, Osaka-Kansai, Sendai, Shizuoka | Międzynarodowy |
| Air New Zealand obsługiwane przez Air Nelson         | Blenheim, Gisborne, Kapiti Coast, Kerikeri, Napier, Nelson, New Plymouth, Palmerston North, Rotorua (od 10 lutego 2014), Tauranga, Whangarei | Krajowy        |

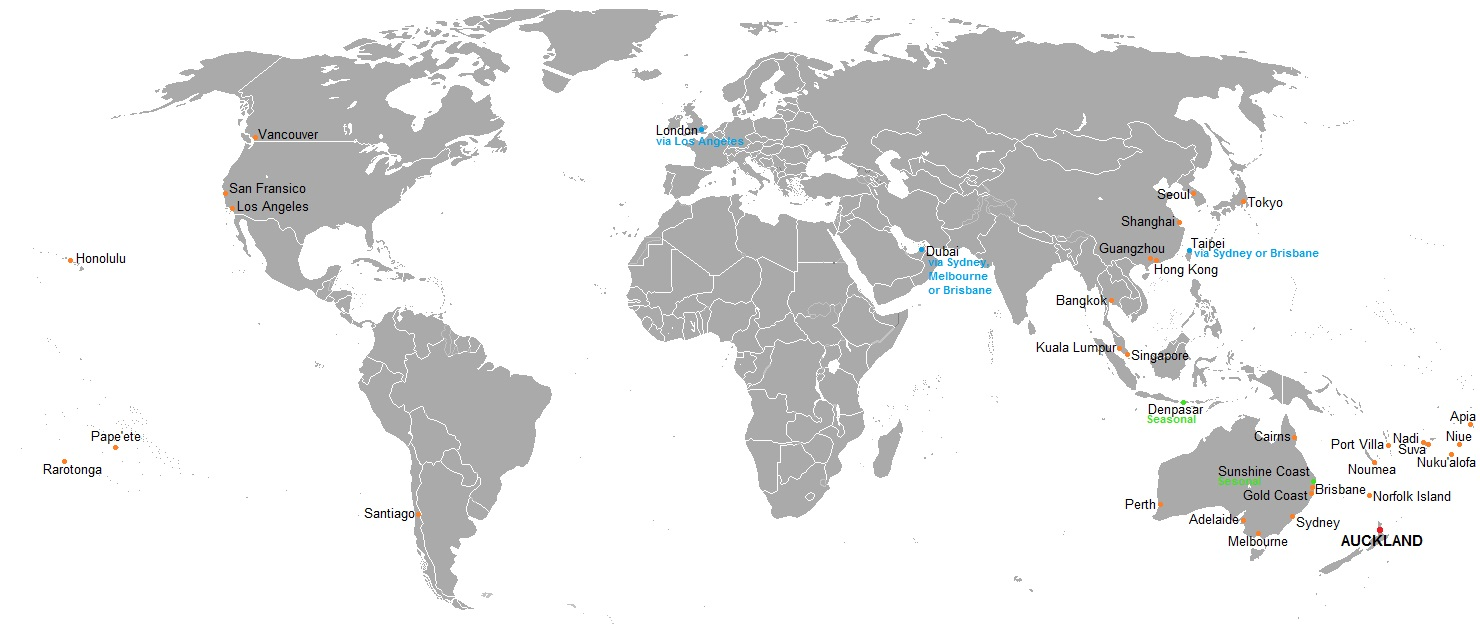
Mapa połączeń

| Air New Zealand obsługiwane przez Eagle Airways      | Blenheim, Gisborne, Hamilton, Kaitaia, Kerikeri, Rotorua, Taupo, Tauranga, Wanganui, Whakatane, Whangarei | Krajowy        |
| Air New Zealand obsługiwane przez Mount Cook Airline | Napier, Nelson, New Plymouth, Palmerston North, Tauranga | Krajowy        |
| Air Tahiti Nui                                       | Los Angeles, Papeete | Międzynarodowy |
| Air Vanuatu                                          | Port Vila | Międzynarodowy |
| Aircalin                                             | Numea | Międzynarodowy |
| Cathay Pacific                                       | Hongkong | Międzynarodowy |
| China Airlines                                       | Brisbane, Sydney, Tajpej-Taoyuan | Międzynarodowy |
| China Southern Airlines                              | Kanton | Międzynarodowy |
| Emirates                                             | Brisbane, Dubaj, Melbourne, Sydney | Międzynarodowy |
| Fiji Airways                                         | Nadi, Suva | Międzynarodowy |
| Flight Hauraki                                       | Wyspa Waiheke | Krajowy        |
| Fly My Sky                                           | Great Barrier | Krajowy        |
| Great Barrier Airlines                               | Great Barrier | Krajowy        |
| Hawaiian Airlines                                    | Honolulu | Międzynarodowy |
| Jetstar Airways                                      | Christchurch, Queenstown, Wellington | Krajowy        |
| Jetstar Airways                                      | Adelaide, Gold Coast, Melbourne, Singapur-Changi, Sydney | Międzynarodowy |
| Korean Air                                           | Seul-Incheon | Międzynarodowy |
| LAN Airlines                                         | Santiago, Sydney | Międzynarodowy |
| Malaysia Airlines                                    | Kuala Lumpur | Międzynarodowy |
| Mountain Air                                         | Tongariro, Turangi | Krajowy        |
| Qantas                                               | Sezonowe: Perth | Międzynarodowy |
| Qantas obsługiwane przez Jetconnect                  | Brisbane, Melbourne, Sydney | Międzynarodowy |
| Qatar Airways                                        | Doha | Międzynarodowy |
| Singapore Airlines                                   | Singapur-Changi | Międzynarodowy |
| Sunair                                               | Whitianga | Krajowy        |
| Thai Airways International                           | Bangkok-Suvarnabhumi | Międzynarodowy |
| Virgin Australia                                     | Brisbane, Gold Coast, Melbourne, Nukuʻalofa, Rarotonga, Sydney | Międzynarodowy |
| Virgin Samoa obsługiwane przez Virgin Australia      | Apia | Międzynarodowy |

### Loty towarowe
| Linie lotnicze                                                | Kierunki                           |
| ------------------------------------------------------------- | ---------------------------------- |
| Air Freight NZ                                                | Christchurch, Palmerston North     |
| Air Post                                                      | Christchurch, Dunedin, Wellington  |
| DHL Express obsługiwana przez Tasman Cargo Airlines           | Numea, Sydney                      |
| FedEx Express                                                 | Honolulu, Los Angeles              |
| Qantas Freight obsługiwany przez Atlas Air                    | Honolulu, Melbourne                |
| Qantas Freight obsługiwany przez Express Freighters Australia | Christchurch, Sydney               |
| Singapore Airlines Cargo                                      | Melbourne, Singapur-Changi, Sydney |

## Wypadki i incydenty
Wypadki i incydenty, które miały miejsce na lotnisku lub w jego pobliżu:
- 4 lipca 1966 samolot Douglas DC-8-52 o numerze rejestracyjnym ZK-NZB, należący od Air New Zealand rozbił się na pasie startowym wkrótce po starcie do lotu treningowego. Zginęło 2 z 5 członków załogi znajdujących się na pokładzie[25].
- 17 lutego 1979 samolot Fokker F27 Friendship o numerze rejestracyjnym ZK-NFC, należący do Air New Zealand, podchodząc do lądowania, wpadł do morza w rejonie Manukau Harbour około 1 km od pasa startowego. W katastrofie zginął 1 z 2 członków załogi i 1 z 2 pasażerów[25].
- 31 lipca 1989 samolot Convair CV-580 o numerze rejestracyjnym ZK-FTB, należący do Air Freight NZ, rozbił się wkrótce po starcie, stykając się z ziemią w odległości 387 m od końca pasa 23, po czym rozbił się i rozpadł na fragmenty, które wpadły do wód Manukau Harbour. Zginęło wszystkich trzech członków załogi[25].
- 28 września 1994 samolot Embraer EMB 110 Bandeirante o numerze rejestracyjnym ZK-KIP, należący do Eagle Airways, na skutek problemów z wysunięciem podwozia zmuszony był lądować awaryjnie, bez wysuniętego podwozia. Samolot wylądował na pasie 05, po czym sunął po nim około 400 m. Żadnemu z dwóch członków załogi nic się nie stało. Przyczyną awarii była latarka, która blokowała wysunięcie podwozia, a została pozostawiona przez serwisantów[25].
- 12 marca 2003 samolot Boeing 747-412 o numerze rejestracyjnym 9V-SMT, należący do Singapore Airlines, wykonujący lot nr 286, zahaczył ogonem o pas startowy 05L i szorował po nim przez około 500 m. Przyczyną był błąd w oszacowaniu wagi samolotu i zbyt wczesna próba jego poderwania. Nikt z 20 członków załogi i 369 pasażerów nie ucierpiał[25].
- 25 maja 2013 samolot Airbus A340 o numerze rejestracyjnym CC-CQE, należący do LAN Airlines, wykonując lot nr 801, w trakcie startu uszkodził światła na pasie startowym. Po wylądowaniu w Sydney okazało się, że również opony samolotu są uszkodzone[26].

Wypadki i incydenty, w których brały udział samoloty startujące z portu lotniczego Auckland lub do niego zmierzające:
- 22 lipca 1973 samolot Boeing 707-321B o numerze rejestracyjnym N417PA, należący do linii Pan Am, wykonujący lot nr 816 na trasie Auckland-Papeete-Los Angeles, rozbił się wkrótce po starcie z lotniska w Papeete.[27] (zobacz też: Katastrofa lotu Pan Am 816).
- 30 stycznia 1974 samolot Boeing 707-321B o numerze rejestracyjnym N454PA, należący do linii Pan Am, wykonujący lot nr 806, rozbił się podchodząc do lądowania w Pago Pago około 1200 m od lotniska. Spośród 91 pasażerów i 10 członków załogi wypadek przeżyły 9 pasażerów i 1 członek załogi. Spośród nich w następstwie odniesiony ran w kolejnych dniach zmarło 5 pasażerów i członek załogi. Ostateczny bilans ofiar to 97 zabitych[28].
- 28 listopada 1979 samolot McDonnell Douglas DC-10 o numerze rejestracyjnym ZK-NZP, należący do linii Air New Zealand, wykonując lot nr 901, rozbił się o zbocze wulkanu Erebus na Antarktydzie. W katastrofie zginęli wszyscy obecni na pokładzie - 237 pasażerów i 20 członków załogi[28] (zobacz też: Katastrofa lotu Air New Zealand 901).
- 24 czerwca 1982 samolot Boeing 747-236B „City of Edinburgh” o numerze rejestracyjnym G-BDXH, należący do Bristish Airways, wykonując lot nr BA009 z Heathrow w Londynie do Auckland (z kilkoma międzylądowaniami) wleciał w chmurę pyłu wulkanicznego z wulkanu Galunggung, co spowodowało wyłączenie wszystkich czterech silników samolotu (później, gdy samolot opuścił chmurę pyłu udało się je zrestartować) i uszkodzenie szyby w kokpicie. Samolot został zmuszony do awaryjnego lądowania w Dżakarcie[27] (zobacz też: Incydent lotu British Airways 9).
- 24 lutego 1989 w samolocie Boeing 747-122 o numerze rejestracyjnym N4713U, należącym do United Airlines, wykonującym lot nr 811, z Honolulu do Auckland doszło do oderwania przednich drzwi luku bagażowego. W wyniku dekompresji doszło do poważnego uszkodzenia samolotu a kilka rzędów foteli wraz z 9 pasażerami zostało wyssanych z samolotu. Ponadto rannych zostało 38 pasażerów[29] (zobacz też: Katastrofa lotu United Airlines 811).
- 6 kwietnia 1993 samolot Britten Norman 2A Islander o numerze rejestracyjnym ZK-FVD, należący do Great Barrier Airlines wykonujący lot z Auckland do portu lotniczego Great Barrier uległ poważnym uszkodzeniom w czasie lądowania. Ani pilot ani 5 pasażerów nie zostali poszkodowani w wyniku tego incydentu[28]
- 8 czerwca 1995 samolot de Havilland Canada Dash 8 o numerze rejestracyjnym ZK-NEY, należący do linii Ansett New Zealand wykonujący lot nr 703 z Auckland do Palmerston North rozbił się w paśmie górskim Tararua znajdującym się na Wyspie Północnej. W wyniku katastrofy zginął 1 z 3 członków załogi i 3 z 18 pasażerów lotu[28].
- 8 grudnia 2002 w samolocie Boeing 767-219ER o numerze rejestracyjnym ZK-NBC, należącym do Air New Zealand, wykonującym lot z Brisbane do Auckland doszło do awarii jednego z silników, co zmusiło załogę do zawrócenia na lotnisko w Brisbane[29].
- 3 maja 2005 samolot Swearingen SA227-AC Metro III o numerze rejestracyjnym ZK-POA, należący do Airworks, wykonujący lot transportowy z Auckland do Blenheim, uległ dezintegracji nad miastem Stratford, gdy w czasie próby wyrównania poziomu paliwa w zbiornikach wyłączył się autopilot. W wyniku katastrofy zginęli obaj piloci[28].
- 5 lipca 2009 w samolocie Britten Norman 2A Trislander o numerze rejestracyjnym ZK-LOU, należącym do Great Barrier Airlines wykonującym lot z portu lotniczego Great Barrier do Auckland doszło w czasie lotu do awarii, która zmusiła pilota do powrotu na lotnisko Great Barrier. W wyniku tego incydentu 3 pasażerów zostało lekko rannych[29]